# Zavods'ka (metropolitana di Dnipro)
La stazione di Zavods'ka (Заводська) è una stazione della metropolitana di Dnipro, sulla linea Central'no-Zavods'ka.

## Storia
La stazione di Zavods'ka venne attivata il 29 dicembre 1995, contemporaneamente all'intera linea.

## Strutture e impianti
Si tratta di una stazione sotterranea, con due binari – uno per ogni senso di marcia – serviti da una banchina ad isola.